# Auguste-Louis Lechauve-DeVigny
Pour les articles homonymes, voir Devigny.
Auguste-Louis Lechauve-Devigny, né le 9 avril 1807 à Paris et mort le 16 décembre 1855 à Pau, est un éditeur et journaliste français.

## Biographie
Auguste Louis est le fils d'Augustin Gervais Le Chauve Devigny, comédien sociétaire de la Comédie-Française, et d'Anne Victoire Maubert de Neuilly.
En 1838, Auguste-Louis Lechauve-Devigny et Lejolivet sont recrutés par une agence de presse, l'Office-Correspondance, ce sont tous les deux des employés d'un niveau supérieur qui sont promus à des postes de directeur. Il est qualifié d'homme de lettres sur les actes de société de 1840 et le 11 juin 1841, il remplace à la tête de l'office M. Lepelletier, démissionnaire.
Devigny a épousé Héloïse Saillet le 19 mars 1840 à Paris puis a été breveté libraire en 1841. Il est venu se fixer à Liège vers 1842 et y ouvrit une école. Le 26 avril 1848 à Liège, il fonde le quotidien L'Estafette, journal politique, commercial et littéraire, qui se présentait comme un quotidien de tendance apolitique, misant sur la rapidité et l'exactitude, et illustré. Dans sa profession de foi pour ce journal, Auguste-Louis Lechauve-Devigny déclare que « La Belgique, qui veut son indépendance, sa nationalité, sa Constitution, veut aussi des réformes parlementaires et financières ». Créé avant l'abrogation du droit de timbre, qui stimula concurrence, ce quotidien n'aura que sept numéros avant de changer de périodicité. Devigny fut par la suite attaché à la rédaction de L'Indépendance belge.